# Euploca krapovickasii
Euploca krapovickasii är en strävbladig växtart som beskrevs av J.I.M.Melo och Semir. Euploca krapovickasii ingår i släktet Euploca och familjen strävbladiga växter. Inga underarter finns listade i Catalogue of Life.